# Roeblingita
La roeblingita és un mineral de la classe dels silicats. Va rebre el seu nom l'any 1897 per Samuel Lewis Penfield i Harry Ward Foote en honor del Coronel Washington Roebling (1837-1926), fundador de la Mineralogical Society of America, enginyer, inventor de la campana de busseig, constructor del pont de Brooklyn, i àvid col·leccionista de minerals, qui va donar la seva col·lecció al Smithsonian.

## Característiques
La roeblingita és un ciclosilicat de fórmula química Pb₂Ca₆Mn2+(Si₃O9)₂(SO₄)₂(OH)₂·4H₂O. Cristal·litza en el sistema monoclínic. La seva duresa a l'escala de Mohs és 3.
Segons la classificació de Nickel-Strunz, la roeblingita pertany a «09.CB - Ciclosilicats, amb enllaços senzills de 3 [Si₃O9]6-, amb anions complexos aïllats» juntament amb els següents minerals: diversilita-(Ce) i ilimaussita-(Ce).

## Formació i jaciments
Va ser descoberta l'any 1897 a la mina Franklin, a Franklin, al comtat de Sussex (Nova Jersey, Estats Units), on sol trobar-se associada a altres minerals com: wil·lemita, ganofilita, hancockita, clinohedrita, barita i andradita. També ha estat descrita a Långban (Filipstad, Suècia).